# Milan Jeger
Milan Jeger (Sarajevo, 27. srpnja 1931. - Zagreb, 29. listopada 2007.), hrvatski plivač iz Bosne i Hercegovine. Natjecao se za Jugoslaviju.
Natjecao se na Olimpijskim igrama 1960. Nastupio je u prednatjecanju na 400 metara slobodno i u štafeti 4 x 200 metara slobodnim stilom.
Na Mediteranskim igrama 1959. osvojio je srebrne medalje u disciplinama 400 metara i 4 x 100 metara, slobodnim stilom.
Bio je član splitskog Mornara te zagrebačkih Naprijeda i Mladosti.